# Zygodowice
Zygodowice is een dorp in de Poolse woiwodschap Klein-Polen. De plaats maakt deel uit van de gemeente Tomice en telt 416 inwoners.